# Homöoboxprotein DLX-6
Das Homöobox-Protein DLX-6 ist ein Protein, für welches das bei Menschen vorhandene DLX6-Gen codiert.
Das Gen codiert als ein Vertreter der Homöobox-Transkriptionsfaktor-Genfamilie, die den „Distal-less“-Genen der Drosophila sehr ähnlich sind. Die Genfamilie hat mindestens sechs Mitglieder, die für Proteine, welche eine Rolle für das Vorderhirn und die Entwicklung des Gesichtsschädels spielen, codieren. Das Gen befindet sich in einer Konfiguration mit anderen Vertretern der Genfamilie auf dem langen Arm von Chromosom 7.